# موسیقی بلوچی
موسیقی بلوچی از سنت‌های بلوچ و به زبان بلوچی است. مردم بلوچ سنت شفاهی غنی دارند که شامل اشعار و ترانه‌هایی برای بزرگداشت یا جشن و بسیاری از رویدادها مانند آیین‌های مذهبی، جشن‌ها و رقص است.
موسیقی بلوچی یکی از موسیقی‌های نواحی ایران است که خاستگاه آن شهر ایرانشهر می‌باشد. موسیقی بلوچستان در میان تمام موسیقی‌هایی که در نواحی مختلف ایران وجود دارند از ماهیت و کیفیت ویژه ای برخوردار است. تنوع ملودیک و ریتمیک آثار و نوازندگان صاحب نام و وجود سازهای با بافت و ساخت متفاوت با سازهای دیگر مناطق ایران جلوه ای خاص به موسیقی این خطه از کشورمان داده‌است.

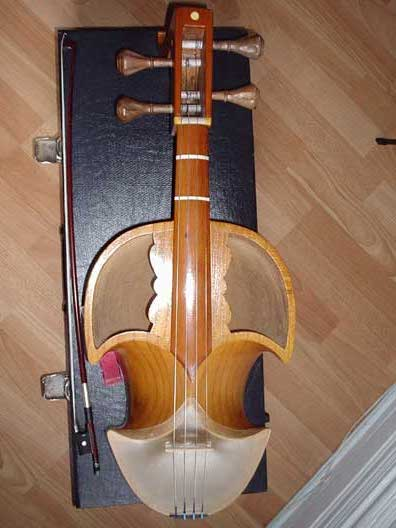
قیچک

موسیقی سنتی بلوچستان یادگاری از دوره‌های مختلف فرهنگ و تمدن ایران زمین است، موسیقی قوم بلوچ درزندگی شان مراسم غم شادی‌ها و روایت افسانه‌ها و اسطورهای باستانی و قدیمی شان از جمله داستان های هانی و شیخ مرید، میر چاکر رند، گِسِّدُک، اشکش  بلوچ و دودا، حماسه بالاچ، حمل جییند، شهداد و مهناز، دوستین وشیرین و گرانازدر هم آمیخته‌است موسیقی در بلوچستان آیین‌های گوناگون دارد و با فرم‌ها و گونه‌های مختلفی انجام می‌شود.

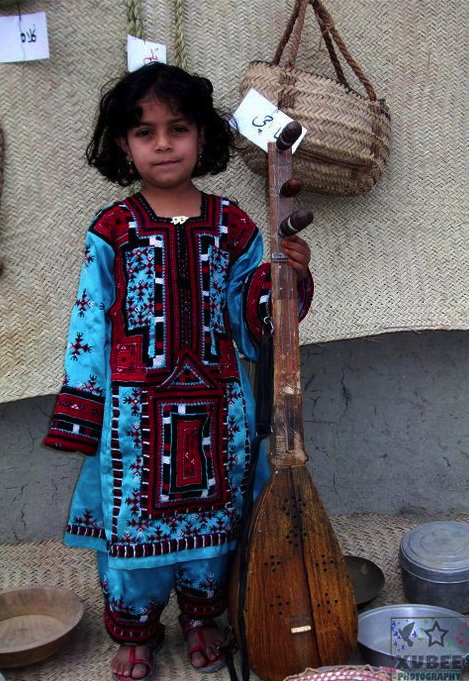

## تاریخ
موسیقی بلوچستان یکی از قدیمی‌ترین و انحصاری‌ترین موسیقی‌های بومی محلی ایران می‌باشد طبق تحقیقات ساز دهل که یکی از قدیمی‌ترین سازهای موسیقی ایرانی و جهانی می‌باشد از هزاره‌های پیش در این منطقه برای جشن‌ها وسرور ومراسمات خاص بکار گرفته شده‌است. خود موسیقی بلوچی قدمت خودرا از زمان هخامنشیان به ارث برده و در زمان ساسانیان به اوج شکوفایی خود رسیده تا زمان بعد از اسلام وعصر حاضر.

## انواع موسیقی
موسیقی بلوچستان را می‌توان با توجه به فرم و محتوا و ترکیب بندی سازها به انواع مختلف تقسیم کرد.
- موسیقی سوت

رایج‌ترین و عامیانه‌ترین نوع موسیقی در کل بلوچستان سوت است که نازینک هم گفته می‌شود. مضامین اشعار در سوت، اغلب وصف طبیعت و یار و دیار و دل تنگی است. می‌توان گفت اغلب قطعاتی از موسیقی بلوچی که در رسانه‌ها پخش می‌شود، سوت است. چون تا حدود زیادی شادتر و عامیانه تر از انواع موسیقی دیگر است. از موسیقی دانان مطرح معاصر می‌توان به پیربخش صاحبداد، فیض محمد بلوچ، دین محمد زنگشاهی و براهیم آسکانی اشاره کرد. بیشتر سازهای موسیقی بلوچی اعم از زهی و کوبه ای و بادی در موسیقی سوت کاربرد دارند. سروز، بنجو، رباب، تنبیرگ، دونلی، نل، دهلک، کوزگ و کنجری.
- موسیقی شاعری

این موسیقی با نام‌های دیگری چون حماسی و شروندی هم شناخته می‌شود، قلب تپنده موسیقی بلوچستان است. شعرهایی که در این موسیقی خوانده می‌شود و زهیروک هایی که نواخته می‌شود، شناسنامه موسیقی و فرهنگ بلوچی هستند. یکی از مهم‌ترین دلایل اهمیت موسیقی شاعری این است که مضامین و محتوای اشعار و کلام آن بسیار گسترده‌است. داستان‌های حماسی، عاشقانه، مذهبی، قومی، جنگی، پندآموز و غیره. در موسیقی شاعری تنها دو ساز مورد استفاده قرار می‌گیرد؛ «سروز» و «تنبیرگ».
- موسیقی ذکرهای گواتی

این موسیقی در خیلی از مناطق بلوچستان رواج دارد اما در شمال بلوچستان (منطقه سرحد) کمتر به چشم می‌خورد. ذکرهای گواتی را برای افرادی می‌نوازند که دچار جن زدگی و باد شده‌اند. اصولاً وقتی این افراد دچار اختلالات می‌شوند و دکتر و درمان‌های پزشکی افاقه نمی‌کند، رو به خلیفه می‌آورند. خلیفه شخص اول مراسم گواتی است و از طریق ذکر و ریاضت و کار خیر با مسائل باد و جن و پری آشناست. وی با دیدن بیمار متوجه درجه وخامت بیماری او می‌شود.
- موسیقی و ذکر غزل‌های صاحبان چشتی

این غزل‌ها و ترکیب بندی سازهایش، خاص روستاهای اطراف سراوان در شرق بلوچستان ایران است. سازهایشان رباب و تنبیرگ است که در دو دهه اخیر، بنجو هم به حلقه ذکرشان اضافه شده؛ اما کماکان از دهلک در ذکرهای اصیلشان استفاده نمی‌کنند. شیوه اجرای غزل‌ها بدین گونه است که نفر اصلی غزل را می‌خواند و بقیه افراد در حلقه ذکر، سربند اصلی غزل را تکرار می‌کنند. ذکرهای این درویشان و ملنگ‌ها بسیار پرشور و وجد است و از سر شب شروع و دقایقی قبل از نماز صبح تمام می‌شود. غزل‌ها از مولانا، حافظ، شیخ عبدالقادر جیلانی، حضرت قلندر، صاحب عبدالرئوف، سیدنبی بخش و غیره است.
- مالد پیرپتر

ذکرهای دروایش قادری جنوب بلوچستان است که با دف‌های بزرگ و کوچک همراهی می‌شود. به دف‌های بزرگ سما و به دف‌های کوچک کسل گفته می‌شود. در حلقه ذکر، خلیفه مریدان حضور دارند. خلیفه ذکر اصلی را می‌خواند و سما را می‌نوازد و مریدان جواب ذکر می‌گویند و سما می‌نوازند. مجلس با ذکر خدا و حضرت رسول شروع می‌شود، پس از آن، ذکرهای حضرت غوث الاعظم شیخ عبدالقادر جیلانی، حضرت قلندر، سیداحمد رفاعی را می‌خوانند. دف‌های مورد استفاده برخلاف دف‌های رایج در مناطق دیگر، زنجیر ندارد و پوست ضخیمی هم روی آن بسته می‌شود و عموماً نقش‌هایی با حنا روی آنها می‌زنند.
- لیکو و زهیروک

لازم به ذکر و تأکید است که اساس و بنیان تمامی موسیقی بلوچستان بر پایه زهیروک و لیکو استوار است و نمی‌توان آنها را یک نوعی از موسیقی به حساب آورد. زهیروک به معنای دل تنگی هست، مثلاً وقتی مادری فرزندش را از دست می‌دهد یا از او دور است، در فراقش زهیروک می‌خواند. لیکو و زهیروک مقام‌های آوازی و سازی هستند که به صورت متر آزاد اجرا می‌شوند. از زهیروک ها و لیکوها می‌توان به سیم، دشتیاری، اشرف درا، زامرانی، دلگانی، سرحدی، بیاک رمی، بشگرد، سلات، کوردی، جدگالی و سوسالی اشاره کرد.

## سازها
- قیچک[۱۵]

این ساز کاسه‌ای به بزرگی کاسه تار و دسته‌ای کوتاه دارد. نام دیگر قیچک سرود یا سروز است. به قیچک نواز، سرودی می‌گویند. این ساز شبیه کمانچه است با این تفاوت که کاسه‌ای به بزرگی کاسه تار و دسته‌ای کوتاه دارد. هنگام نواختن روی زانو یا زمین قرار می‌گیرد و آرشه یا کمانک به‌طور افقی با سیم‌ها تماس دارد. قیچک را معمولاً در بلوچستان می‌سازند، طنین خوشایندی دارد و در آهنگ‌های بلوچی یکه‌تاز میدان است. صدای آن وسعت زیادی دارد به همین دلیل به عنوان مناسب‌ترین ساز برای اجرای موسیقی‌های شاد و غم‌انگیز انتخاب می‌شود. از نظر کارکرد و قدرت اجرای آهنگ‌های مختلف می‌توان قیچک را با ویلن مقایسه کرد.
- رباب

این ساز در نوع موسیقی عرفانی از ابزار اصلی به‌شمار می‌رود و نواختن این ساز در مراسم مولودی و موسیقی عرفانی در منطقه بلوچستان مخصوصاً در منطقه پیرآباد قدمتی ۷۰۰ ساله دارد.
- تنبورک

این ساز شباهت زیادی به سه تار دارد. در نوع موسیقی حماسی، تنبورک نواز را پهلوان و در موسیقی عرفانی و صوت، تنبورک نواز به تنبورکی مشهور است.
- سرنا[۱۸]

مخصوص مراسمات عروسی است.
- دهل[۱۹] بزرگ

همراه با سرنا بوده و بدنه آن چوبی است.
- دونلی

نِی از دیگر ابزارهای موسیقی بلوچستان است که صدای سوزناک و غم‌انگیز دارد، نی از چوب نی ساخته می‌شود. نوازنده آن را نلی می‌گویند و در موسیقی گواتی نیز از نی استفاده می‌شود. علاوه بر نوازندگی تک نی در بلوچستان دو نی نیز نواخته می‌شود که به آن دو نلی می‌گویند. در حال حاضر تنها نوازنده دو نی در ایران که در جشنواره پارسال و امسال جایزه ویژه جشنواره فجر را دریافت کرد، استاد پیر «شیر محمد اسپندار» اهل بمپور ایرانشهر است و متأسفانه شاگردی که کار وی را دنبال کند، ندارد.
- بنجو

یکی دیگر از ادوات موسیقی بلوچستان بنجو است که صدای شلوغ و رسایی دارد. به هنگام نواختن، یک سر آن را روی زانو و سر دیگرش را روی زمین می‌گذارند و با دست راست با مضراب، زخمه می‌زنند و با دست چپ یکی از دکمه‌های فلزی را فشار داده تا میله متصل به دکمه سیم‌ها را قطع کند و پرده را تغییر دهد و با کم و زیاد کردن فشار انگشتان روی دکمه‌ها هر نت طنین خاصی پیدا می‌کند.

## هنرمندان نامدار موسیقی بلوچی
- کمال خان هوت
- شیرمحمد اسپندار
- دین محمد زنگشاهی
- رسول بخش زنگشاهی
- رستم میر لاشاری
- ماشاءالله بامری